# Tibère Petasius
Tibère Petasius (en latin : Tiberius Petasius) est un usurpateur qui se révolte en Italie byzantine contre l’empereur Léon III en 730 ou 731.

## Contexte historique
Trois tentatives d’usurpation eurent lieu pendant le règne de Léon III (r. 717-741).  La première fut celle de Basile Onomagoulos en 718 qui fut acclamé empereur en Sicile après qu’une fausse rumeur ait circulé à l’effet que Constantinople avait été capturée par les Arabes. L’empereur envoya rapidement le chartoularios Paul, nommé pour l’occasion strategos (gouverneur) de Sicile, avec un détachement pour mettre fin à la révolte. À son arrivée, le peuple de Sicile et l’armée présente sur place capturèrent l’usurpateur qui fut décapité. La deuxième eut lieu dans le thème d’Hellas et eut pour cause la politique iconoclaste de l’empereur. Au cours d’une rébellion contre cette politique, le commandant de l’armée, Cosmas, fut acclamé empereur par les rebelles. Elle fut toutefois rapidement réprimée en 726/727 alors que Cosmas s’approchait de Constantinople. Il fut capturé et exécuté. La troisième devait être celle de Tibère Petasius.

## Déroulement
On sait peu de choses sur la vie de cet usurpateur sinon qu’il s’appelait à sa naissance Petasius. Il se révolta contre l’empereur Léon III l’Isaurien  en 730 ou 731, dans la région de Tuscie correspondant à l’ancienne région étrusque de l’Italie,, et prit le prénom impérial de Tibère. Il est possible qu’il ait été acclamé empereur par diverses assemblées locales, lesquelles lui retirèrent leur appui lorsque la rébellion de Agallianos Kontoskeles fut maitrisée en Grèce. Établissant son quartier général à Castrum Manturianese,, Petasius parvint à se gagner l’allégeance de plusieurs villes du Latium comme Blera et Luna.
L’empereur envoya l’exarque de Ravenne, Eutychios (710-713 puis 727-751), supprimer la révolte. Manquant de troupes, celui-ci se tourna vers le pape Grégoire II (r. 715 - 731), lequel s’il n’était pas en bons termes avec l’empereur s’opposait fermement à la création d’empereurs rivaux; il dépêcha plusieurs évêques ainsi que l’armée pontificale pour appuyer Eutychios,,. Ces forces combinées marchèrent contre Tibère, le défirent et l’exécutèrent,,. Sa tête fut ensuite envoyée à Léon III.
Il n’est pas impossible que, comme pour celle de Cosmas en Grèce, cette révolte ait été reliée à la politique iconoclaste de l’empereur; toutefois, la seule source qui fait référence aux sentiments iconodules des Byzantins d’Italie est une source postérieure, laquelle comme la plupart de nos sources sur cette période, est violemment anti-iconoclaste.